# Osburga
Osburh nebo také Osburga († před 856) byla první manželka krále Wessexu Æthelwulfa a matka Alfréda Velikého. Alfrédův životopisec Asser ji popisuje jako „tu nejzbožnější ženu, urozenou svou povahou i rodem“.
O existenci Osburgy víme jen z Asserova Života krále Alfreda. Její smrt není zaznamenána ani v Anglosaské kronice. Byla údajně dcerou Oslaca, komorníka krále Æthelwulfa, jenž byl na králově dvoře velmi vlivným mužem.
Byla matkou všech Æthelwulfových dětí, pěti synů Æthelstana, Æthelbalda, Æthelberhta, Æthelreda a Alfréda Velikého a dcery Æthelswith, manželky mercijského krále Burgreda. Zemřela zřejmě před rokem 856, kdy se Æthelwulf oženil s karolínskou princeznou Juditou.
Známá je z Asserova příběhu, kdy ukázala svým synům knihu saských písní a nabídla ji tomu, kdo si první zapamatuje obsah. Alfréd v tomto příběhu vyhrál.